# Periapsisargument

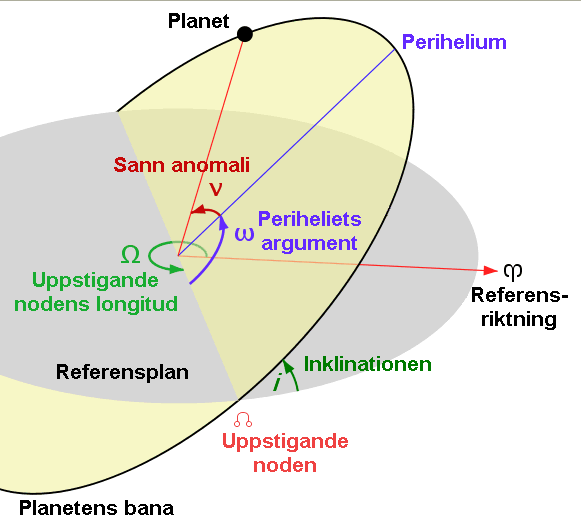
De fyra banelementen som är vinklar. För en satellit som kretsar runt jorden är ekvatorplanet referensplan och är riktningen till solen vid vårdagjämningen. Banplanet definieras relativt ekvatorplanet och av vinklarna och. Periapsisargumentet ω är vinkeln från skärninglinjen mellan ekvatorplanet och banplanet till ellipsens perigeum, den anger alltså ellipsens orientering i banplanet.

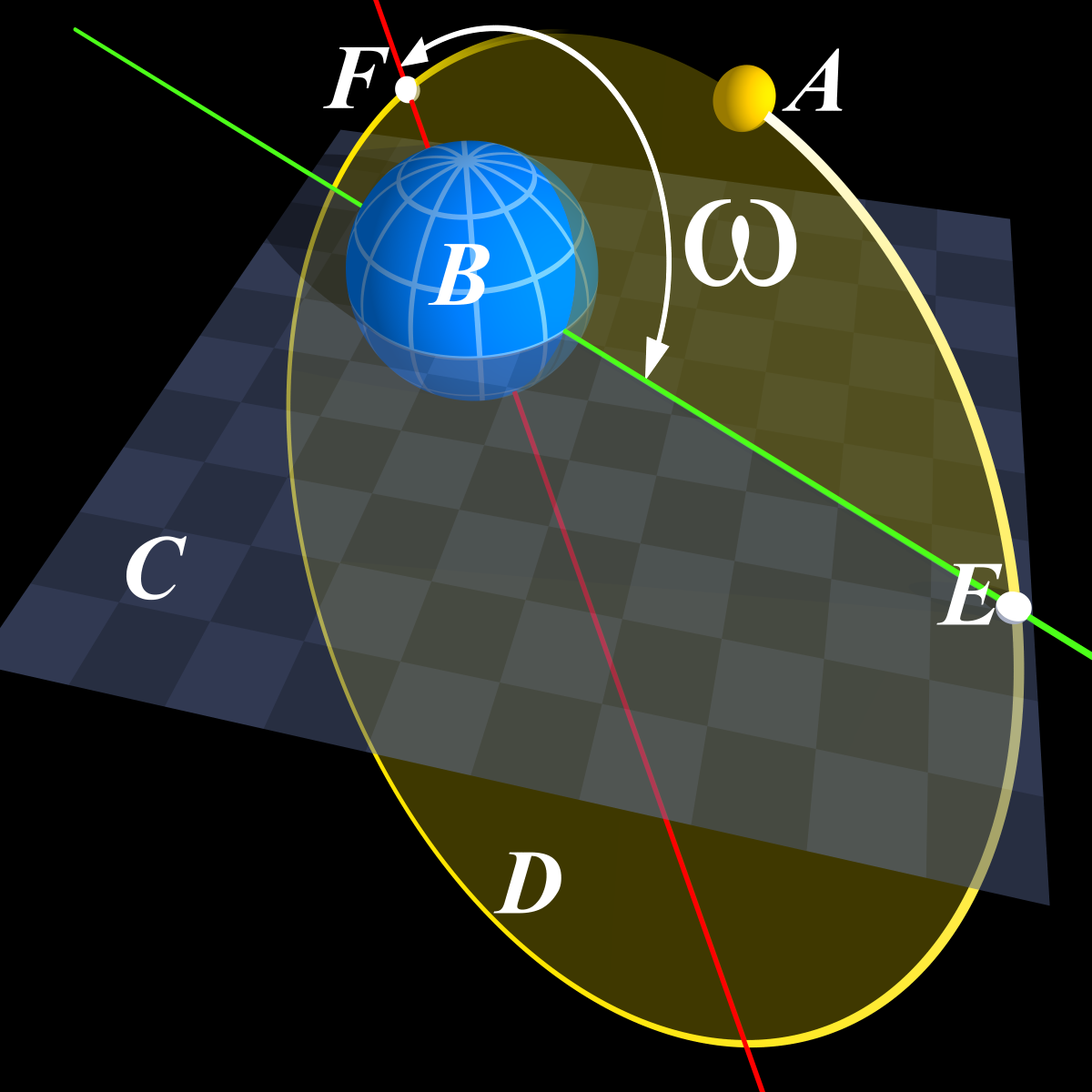
Periapsisargumentet är vinkeln markerad med ω. A är en mindre himlakropp (eller en rymdfarkost) som följer en elliptisk omloppsbana runt det större objektet B. C är ett referensplan, vanligen antingen ekliptikan eller det större objektets ekvatorplan. D är omloppsbanans plan för det mindre objektet. E är uppstigande nod och F är periapsis.

Periapsisargument (ω) är ett banelement inom celest mekanik och betecknar vinkeln i kretsbanans plan mellan uppstigande nod och periapsis mätt från centralkroppens tyngdpunkt i rörelseriktningen.
För specifika typer av banor kan termer som perihelionargument (för heliocentriska banor), perigeumargument (för geocentriska banor), argument för periastron (för banor runt stjärnor) och så vidare användas (se apsis för mer information ).
Ett argument för periapsis på 0° betyder att den kretsande kroppen kommer att vara närmast den centrala kroppen i samma ögonblick som den korsar referensplanet från söder till norr. Ett argument för periapsis på 90°betyder att den kretsande kroppen kommer att nå periapsis på sitt nordligaste avstånd från referensplanet.
Att lägga till argumentet om periapsis till longituden för den uppstigande noden ger longituden för periapsis. Men speciellt i diskussioner om dubbelstjärnor och exoplaneter används termerna "longitud of periapsis" eller "longitud of periastron" ofta synonymt med "argument of periapsis".

## Beräkning
Inom astrodynamiken kan argumentet för periapsis ω beräknas enligt följande:
{\displaystyle \omega =\arccos {{\mathbf {n} \cdot \mathbf {e} } \over {\mathbf {\left|n\right|} \mathbf {\left|e\right|} }}}
If ez < 0 then ω → 2π − ω.
där:
- n är en vektor som pekar mot den uppstigande noden (det vill säga z-komponenten för n är noll),
- e är excentricitetsvektorn (en vektor som pekar mot periapsis).

I fallet med ekvatorialbanor (som inte har någon uppstigande nod) är argumentet strikt odefinierat. Men om konventionen att sätta longituden för den uppstigande noden Ω till 0 följs, så följer värdet av ω från det tvådimensionella fallet:
{\displaystyle \omega =\operatorname {atan2} \left(e_{y},e_{x}\right)}
Om omloppsbanan är medurs (i.e. (r × v)z < 0) är ω → 2π − ω.
där:
- ex och ey är x- och y-komponenterna i excentricitetsvektorn e.

När det gäller cirkulära banor antas ofta att periapsis är placerad vid den uppstigande noden och därför ω = 0. I professionella exoplanetkretsar antas dock oftare ω = 90° för cirkulära banor, vilket har fördelen att tiden för en planets underlägsna konjunktion (vilket skulle vara tiden då planeten skulle passera om geometrin var gynnsam) är lika med tiden för dess periastron.